# Tour der British Lions nach Südafrika 1938
| Tour der British Lions nach Südafrika 1938 | Tour der British Lions nach Südafrika 1938 | Tour der British Lions nach Südafrika 1938 | Tour der British Lions nach Südafrika 1938 | Tour der British Lions nach Südafrika 1938 |
| Übersicht                                  | S                                          | G                                          | U                                          | N                                          |
| ------------------------------------------ | ------------------------------------------ | ------------------------------------------ | ------------------------------------------ | ------------------------------------------ |
| Test Matches                               | 03                                         | 01                                         | 0                                          | 2                                          |
| Sonstige Spiele                            | 21                                         | 16                                         | 0                                          | 4                                          |
| Gesamt                                     | 24                                         | 17                                         | 0                                          | 7                                          |
|                                            |                                            |                                            |                                            |                                            |
| Südafrika                                  | 03                                         | 01                                         | 0                                          | 2                                          |

Die Tour der British Lions nach Südafrika 1938 war eine Rugby-Union-Tour der damals noch inoffiziell als British Lions bezeichneten Auswahlmannschaft (heute British and Irish Lions). Sie reiste von Juni bis September 1938 durch Südafrika und bestritt während dieser Zeit 24 Spiele, darunter drei Test Matches gegen die südafrikanische Nationalmannschaft. Von den 21 Spielen gegen regionale Auswahlteam (darunter zwei gegen die Auswahl Rhodesiens) gewannen die Lions 16, während sie fünf Niederlagen hinnehmen mussten. Die ersten beiden Test Matches gegen die Springboks gingen verloren, womit die Serie frühzeitig entschieden war; im dritten gelang ein Sieg.

## Spielplan
- Hintergrundfarbe grün = Sieg
- Hintergrundfarbe rot = Niederlage

(Test Matches sind grau unterlegt; Ergebnisse aus der Sicht der Lions)
| #  | Datum              | Gegner                        | Ort              | Stadion                  | Ergebnis |
| -- | ------------------ | ----------------------------- | ---------------- | ------------------------ | -------- |
| 01 | 11. Juni 1938      | Border                        | East London      |                          | 11:8     |
| 02 | 15. Juni 1938      | Griqualand West               | Kimberley        | Kimberley Athletic Club  | 22:9     |
| 03 | 18. Juni 1938      | Western Province              | Kapstadt         | Newlands Stadium         | 8:11     |
| 04 | 22. Juni 1938      | South Western Districts       | Oudtshoorn       | Recreation Ground        | 19:10    |
| 05 | 25. Juni 1938      | Western Province              | Kapstadt         | Newlands Stadium         | 11:21    |
| 06 | 29. Juni 1938      | Transvaal                     | Potchefstroom    | Olën Park                | 26:9     |
| 07 | 02. Juli 1938      | Orange Free State             | Bloemfontein     |                          | 21:6     |
| 08 | 06. Juli 1938      | Orange Free State Country     | Kroonstad        | Loubser Park             | 18:3     |
| 09 | 09. Juli 1938      | Transvaal                     | Johannesburg     | Ellis Park Stadium       | 9:16     |
| 10 | 13. Juli 1938      | Northern Transvaal            | Pretoria         | Caledonian Ground        | 20:12    |
| 11 | 16. Juli 1938      | Kapprovinz                    | Kimberley        | Kimberley Athletic Club  | 10:3     |
| 12 | 20. Juli 1938      | Rhodesien                     | Salisbury        | Police Ground            | 25:11    |
| 13 | 23. Juli 1938      | Rhodesien                     | Salisbury        | Police Ground            | 45:11    |
| 14 | 30. Juli 1938      | Transvaal                     | Johannesburg     | Ellis Park Stadium       | 17:9     |
| 15 | 06. August 1938    | Südafrika                     | Johannesburg     | Ellis Park Stadium       | 12:26    |
| 16 | 13. August 1938    | Northern Provinces            | Durban           | Kingsmead Cricket Ground | 8:26     |
| 17 | 17. August 1938    | Natal                         | Pietermaritzburg |                          | 15:11    |
| 18 | 20. August 1938    | Border                        | East London      |                          | 19:11    |
| 19 | 24. August 1938    | North-East Districts          | Burgersdorp      |                          | 42:3     |
| 20 | 27. August 1938    | Eastern Province              | Port Elizabeth   | St George’s Park         | 6:5      |
| 21 | 03. September 1938 | Südafrika                     | Port Elizabeth   | St George’s Park         | 3:19     |
| 22 | 10. September 1938 | Südafrika                     | Kapstadt         | Newlands Stadium         | 21:16    |
| 23 | 17. September 1938 | Western Province Universities | Kapstadt         | Newlands Stadium         | 19:6     |
| 24 | 21. September 1938 | Western Province Country      | Kapstadt         | Newlands Stadium         | 7:12     |

## Test Matches
| 6. August 1938 | Südafrika                                                                          | 26 : 12        | British Lions                   | Ellis Park Stadium, Johannesburg Zuschauer: 36.000 Schiedsrichter: A. T. Horak (Südafrika) |
| 6. August 1938 | Versuche: Harris F. Louw Williams (2) Erhöhungen: Brand (4) Straftritte: Brand (2) | (13:9) Bericht | Straftritte: Jenkins (3) Taylor | Ellis Park Stadium, Johannesburg Zuschauer: 36.000 Schiedsrichter: A. T. Horak (Südafrika) |

Aufstellungen:
- Südafrika: Ebbo Bastard, Ferdie Bergh, Gerry Brand, Danie Craven , Piet de Wet, Barend du Toit, Tony Harris, George Lochner, Jan Lotz, Boy Louw, Fanie Louw, Roger Sherriff, Lucas Strachan, Freddy Turner, Dai Williams
- Lions: Robert Alexander, Gerald Dancer, James Giles, Robert Graves, William Howard, Vivian Jenkins, Elfed Jones, Duncan Macrae, Blair Mayne, Harry McKibbin, Edward Morgan, Jeffrey Reynolds, Russell Taylor, James Unwin, Sam Walker

| 3. September 1938 | Südafrika                                                                       | 19 : 3         | British Lions  | St George’s Park, Port Elizabeth Zuschauer: 20.000 Schiedsrichter: Johannes Strasheim (Südafrika) |
| 3. September 1938 | Versuche: Bester du Toit Lochner Erhöhungen: Turner (2) Straftritte: Turner (2) | (10:0) Bericht | Versuche: Duff | St George’s Park, Port Elizabeth Zuschauer: 20.000 Schiedsrichter: Johannes Strasheim (Südafrika) |

Aufstellungen:
- Südafrika: John Apsey, Ferdie Bergh, Johannes Bester, Danie Craven , Piet de Wet, Barend du Toit, Tony Harris, George Lochner, Jan Lotz, Boy Louw, Fanie Louw, Roger Sherriff, Lucas Strachan, Freddy Turner, Dai Williams
- Lions: Robert Alexander, Vesey Boyle, Gerald Dancer, Laurie Duff, Charles Grieve, Blair Mayne, Harry McKibbin, Edward Morgan, Basil Nicholson, Jeffrey Reynolds, Haydn Tanner, Russell Taylor, William Travers, James Unwin, Sam Walker

| 10. September 1938 | Südafrika                                                               | 16 : 21        | British Lions                                                                                      | Newlands Stadium, Kapstadt Zuschauer: 18.000 Schiedsrichter: Nicolaas Pretorius (Südafrika) |
| 10. September 1938 | Versuche: Bester Lotz Turner Erhöhungen: Turner (2) Straftritte: Turner | (13:3) Bericht | Versuche: Alexander Dancer Duff Jones Erhöhungen: McKibbin Straftritte: McKibbin Dropgoals: Grieve | Newlands Stadium, Kapstadt Zuschauer: 18.000 Schiedsrichter: Nicolaas Pretorius (Südafrika) |

Aufstellungen:
- Südafrika: Ebbo Bastard, Ferdie Bergh, Johannes Bester, Danie Craven , Piet de Wet, Barend du Toit, Tony Harris, Jan Lotz, Boy Louw, Fanie Louw, Roger Sherriff, George Smith, Lucas Strachan, Freddy Turner, Dai Williams
- Lions: Robert Alexander, Vesey Boyle, George Cromey, Gerald Dancer, Laurie Duff, James Giles, Robert Graves, Charles Grieve, Elfed Jones, Blair Mayne, Harry McKibbin, George Morgan, William Travers, Sam Walker , John Waters

## Kader

### Management
- Tourmanager: Bernard Charles Hartley
- Kapitän: Sam Walker

### Spieler
| Spieler          | Position         | Mannschaft                      |
| ---------------- | ---------------- | ------------------------------- |
| George Cromey    | Halbspieler      | Queen’s University RFC          |
| Jeffrey Reynolds | Halbspieler      | Old Cranleighans                |
| James Giles      | Halbspieler      | Coventry RFC                    |
| Haydn Tanner     | Halbspieler      | Swansea RFC                     |
| George Morgan    | Halbspieler      | Clontarf FC                     |
| Vesey Boyle      | Dreiviertelreihe | Dublin University Football Club |
| Bill Clement     | Dreiviertelreihe | Llanelli RFC                    |
| Elvet Jones      | Dreiviertelreihe | Llanelli RFC                    |
| Roy Leyland      | Dreiviertelreihe | Waterloo FC                     |
| Duncan Macrae    | Dreiviertelreihe | University of St Andrews RFC    |
| Harry McKibbin   | Dreiviertelreihe | Queen’s University RFC          |
| Basil Nicholson  | Dreiviertelreihe | Old Whitgiftians                |
| James Unwin      | Dreiviertelreihe | Rosslyn Park FC                 |
| Vivian Jenkins   | Schlussmann      | London Welsh RFC                |
| Charles Grieve   | Schlussmann      | Oxford University RFC           |

| Spieler          | Position | Mannschaft              |
| ---------------- | -------- | ----------------------- |
| Robert Alexander | Stürmer  | North of Ireland FC     |
| S. R. Couchman   | Stürmer  | Old Cranleighans        |
| Gerald Dancer    | Stürmer  | Bedford Blues           |
| Laurie Duff      | Stürmer  | Glasgow Academicals RFC |
| Robert Graves    | Stürmer  | Wanderers FC            |
| William Howard   | Stürmer  | Old Birkonians          |
| Blair Mayne      | Stürmer  | Queen’s University RFC  |
| Edward Morgan    | Stürmer  | Swansea RFC             |
| A. G. Purchas    | Stürmer  | Coventry RFC            |
| Russell Taylor   | Stürmer  | Cross Keys RFC          |
| William Travers  | Stürmer  | Newport RFC             |
| Sam Walker       | Stürmer  | Instonians              |
| John Waters      | Stürmer  | Selkirk RFC             |
| Ivor Williams    | Stürmer  | Cardiff RFC             |